# Eugenia citrifolia
Eugenia citrifolia là một loài thực vật có hoa trong Họ Đào kim nương. Loài này được Poir. mô tả khoa học đầu tiên năm 1813.